# Beriev A-100
Il Beriev A-100, talvolta indicato come A-100 Premier (in cirillico: А-100 Премьер) è un velivolo di allarme e controllo aereo (AEW&C) di fabbricazione russa, basato sul velivolo da trasporto Il-76MD-90A, versione profondamente rimodernata dell'Il-76, al 2023 in fase di test presso le Forze Aerospaziali Russe (VKS).
Sviluppato per sostituire il Beriev A-50 nelle sue varie versioni, il velivolo potrà contare, oltre che su una cellula di nuova produzione, anche sul nuovo radar AESA Vega Premier in grado di rilevare bersagli aerei fino a 600 km di distanza e bersagli navali entro 400 km.
Al 2022, è in fase di test di fabbrica ai quali seguiranno, nel 2023, i test di stato.
Ne è prevista l'entrata in servizio per il 2024.

## Sviluppo
Il 17 novembre 2017 effettua il suo primo volo.
A marzo 2019 entra nella fase di test preliminari di fabbrica mentre a febbraio 2022, compie con successo il primo volo con le apparecchiature radar pienamente operative.

## Tecnica

### Design
L'A-100 nasce dalla necessità di sostituire l'ormai superato Beriev A-50 nel suo ruolo AEW&C. Il velivolo si basa sulla cellula dell'Il-76MD-90A, abbinata a nuovi motori turbofan PS-90A-76 che sono il 15% più potenti dei D-30KP usati nelle precedenti versioni dell'Il-76. La forma esterna dell'A-100 sarà simile alla A-50 con il radar principale alloggiato in una cupola rotante montata sopra la fusoliera. Il nuovo radar AESA Vega Premier alloggiato nella cupola effettuerà una rotazione completa ogni 5 secondi, migliorando così la capacità di tracciamento degli obiettivi in rapido movimento.